# Ясвіна Лариса Володимирівна
Лариса Володимирівна Недвига, у шлюбі Ясвіна (25 серпня 1960, Сталінська область) — латвійська радянська спортсменка-байдарочниця, виступала за збірну СРСР наприкінці 1970-х — на початку 1980-х. Двічі срібна призерка чемпіонатів світу, шестиразова чемпіонка всесоюзної першості, багаторазова переможниця регат республіканського значення. На змаганнях представляла даугавпілську команду товариства «Динамо», майстер спорту міжнародного класу.

## Життєпис
Лариса Недвига народилася 25 серпня 1960 року в Сталінській області, незабаром переїхала в латвійське місто Даугавпілс. З ранніх років захоплювалася спортом, в дитинстві займалася легкою атлетикою, волейболом, гандболом. Активно займатися веслуванням почала у віці шістнадцяти років, проходила підготовку під керівництвом тренера Бориса Природіна, перебувала в даугавпілській веслувальній команді добровільного спортивного товариства «Динамо».
Першого серйозного успіху досягла 1978 року, коли на дорослій всесоюзній першості завоювала золоту медаль в естафеті 4 × 500 м. Рік по тому, завдяки вдалому виступу на Спартакіаді народів СРСР, здобула право захищати честь країни на чемпіонаті світу в німецькому Дуйсбурзі, в складі екіпажу, куди також увійшли веслярки Галина Алексєєва, Тетяна Коршунова і Надія Трахимьонок, виграла срібну медаль, поступившись першим місцем команді з НДР.
1980 року на чемпіонаті Радянського Союзу Недвига була кращою відразу в двох дисциплінах: у півкілометрових заїздах байдарок-четвірок і в програмі естафети. Рік по тому знову взяла золото в четвірках на п'ятистах метрах, потім в цій самій дисципліні представляла країну на світовій першості в англійському Ноттінгемі — з напарницями Наталією Філонич, Інною Шипуліною і Любов'ю Орєховою знову поступилася східнонімецьким спортсменкам і фінішувала e фіналі другою. Згодом залишалася активною спортсменкою ще протягом трьох років, у 1982 і 1984 роках ще двічі виграла всесоюзну першість у четвірках на дистанції 500 метрів, ставши, таким чином шестиразовою чемпіонкою СРСР. Кар'єру спортсменки завершила у віці 25 років, за видатні спортивні досягнення відзначена почесним званням «Майстер спорту СРСР міжнародного класу».
Має вищу освіту, закінчила Ризький педагогічний інститут. Після завершення спортивної кар'єри деякий час працювала дитячим тренером з веслування на байдарках і каное. В даний час[коли?] працює оператором на Даугавпілському локомотиворемонтному заводі. Одружена, має двох синів.